# Ophioscincus truncatus
Ophioscincus truncatus — вид сцинкоподібних ящірок родини сцинкових (Scincidae). Ендемік Австралії.

## Поширення і екологія
Ophioscincus truncatus мешкають в горах і прибережних районах на південному сході Квінсленду та на північному сході Нового Південного Уельсу, зокрема на сусідніх островах. Вони живуть у вологих і сухих тропічних і субтропічних лісах та в сухих чагарникових заростях.